# Joan du Plat Taylor
Joan Mabel Frederica du Plat Taylor, född 26 juni 1906, Glasgow, Skottland, död 21 maj 1983, Cambridge, var en brittisk arkeolog och pionjär inom marinarkeologi.
Hennes föräldrar var överste St. John Louis Hyde du Plat Taylor och Alice Home-Purves och hennes farfar var överste John Lowther du Plat Taylor (1829 – 1904). Hon hade ingen formell utbildning, men blev en av de första marinarkeologerna. Från 1931 till 1939 var hon biträdande intendent vid Cyperns museum. På Cypern grävde hon ut en gruvplats från sen bronsålder vid Apliki och ett tempel från samma period i Myrtou-Pigades. Sedan 1940 till 1970 var hon bibliotekarie vid Arkeologiska institutet.